# ۳٬۴-دی هیدروکسی مندلیک اسید
۳٬۴-دی هیدروکسی مندلیک اسید (به انگلیسی: 3,4-Dihydroxymandelic acid) با فرمول شیمیایی C8H8O5 یک هیدروکسی اسید با شناسه پاب‌کم 9261 است که جرم مولی آن ۱۸۴٫۱۴۶۱۲ گرم بر مول می‌باشد. هیدروکسی اسیدها گروهی از اسیدهای کربوکسیلیک هستند که یک گروه عاملی هیدروکسیل به آنها افزوده شده است.